# Brussels Cycling Classic 2025
De 105e editie van de wielerwedstrijd Brussels Cycling Classic vond plaats op 8 juni 2025. Titelverdediger Jonas Abrahamsen nam aan deze editie eveneens deel, maar speelde geen rol van betekenis. De Belg Tim Merlier volgde de Noor op door in een sprint met 25 overgebleven renners als eerste te finishen. Merlier verwees Alexis Renard en Arnaud De Lie naar de ereplaatsen op het podium. Na ruim 200 kilometer koers, finishte de wedstrijd waar deze begonnen was; in de Belgische hoofdstad Brussel. De wedstrijd was onderdeel van de UCI ProSeries.

## Uitslag
| Plaats  | Naam               | Ploeg               | tijd     |
| ------- | ------------------ | ------------------- | -------- |
| Winnaar | Tim Merlier        | Soudal Quick-Step   | 4u37'54" |
| 2       | Alexis Renard      | Cofidis             | z.t.     |
| 3       | Arnaud De Lie      | Lotto               | z.t.     |
| 4       | Milan Menten       | Lotto               | z.t.     |
| 5       | Sandy Dujardin     | Team TotalEnergies  | z.t.     |
| 6       | Pavel Bittner      | Team Picnic PostNL  | z.t.     |
| 7       | Ethan Vernon       | Israel-Premier Tech | z.t.     |
| 8       | Alexander Kristoff | Uno-X Mobility      | z.t.     |
| 9       | Simon Dehairs      | Alpecin-Deceuninck  | z.t.     |
| 10      | Thibaud Gruel      | Groupama-FDJ        | z.t.     |
|         |                    |                     |          |
| 11      | Mike Teunissen     | XDS Astana Team     | z.t.     |

1893 · 
1894 - 1905 · 
1906 · 
1907 · 
1908 · 
1909 · 
1910 · 
1911 · 
1912 · 
1913 · 
1914 · 
1915 · 
1916 · 
1917 · 
1918 · 
1919 · 
1920 · 
1921 · 
1922 · 
1923 · 
1924 · 
1925 · 
1926 · 
1927 · 
1928 · 
1929 · 
1930 · 
1931 · 
1932 · 
1933 · 
1934 · 
1935 · 
1936 · 
1937 · 
1938 · 
1939 · 
1940 - 1945 · 
1946 · 
1947 · 
1948 · 
1949 · 
1950 · 
1951 · 
1952 · 
1953 · 
1954 · 
1955 · 
1956 · 
1957 · 
1958 · 
1959 · 
1960 · 
1961 · 
1962 · 
1963 · 
1964 · 
1965 · 
1966 · 
1967 - 1972 · 
1973 · 
1974 · 
1975 · 
1976 · 
1977 · 
1978 · 
1979 · 
1980 · 
1981 · 
1982 · 
1983 · 
1984 · 
1985 · 
1986 · 
1987 · 
1988 · 
1989 · 
1990 · 
1991 · 
1992 · 
1993 · 
1994 · 
1995 · 
1996 · 
1997 · 
1998 · 
1999 · 
2000 · 
2001 · 
2002 · 
2003 · 
2004 · 
2005 · 
2006 · 
2007 · 
2008 · 
2009 · 
2010 · 
2011 ·
2012 · 
2013 ·
2014 ·
2015 ·
2016 ·
2017 ·
2018 ·
2019 ·
2020 · 
2021 · 
2022 · 
2023 · 
2024 · 
2025
Ronde van Valencia ·
Ronde van Oman ·
Clásica de Almería ·
Figueira Champions Classic ·
Ronde van de Algarve ·
Ruta del Sol ·
Ardèche Classic ·
Drôme Classic ·
Kuurne-Brussel-Kuurne ·
Trofeo Laigueglia ·
Nokere Koerse ·
Milaan-Turijn ·
GP Denain ·
Bredene Koksijde Classic ·
Grote Prijs Miguel Indurain ·
Ronde van Hainan ·
Scheldeprijs ·
Brabantse Pijl ·
Ronde van de Alpen ·
Ronde van Turkije ·
Grote Prijs van de Morbihan ·
Tro Bro Léon ·
Klassiek Duinkerke-GP van de Hauts-de-France ·
Vierdaagse van Duinkerke ·
Ronde van Hongarije ·
Veenendaal-Veenendaal ·
Antwerp Port Epic ·
Boucles de la Mayenne ·
Ronde van Noorwegen ·
Ronde van Slovenië ·
Brussels Cycling Classic ·
Dwars door het Hageland ·
Mont Ventoux Dénivelé Challenge ·
Ronde van België ·
Ronde van het Qinghaimeer ·
Ronde van Wallonië ·
Ronde van Burgos ·
Arctic Race of Norway ·
Ronde van Denemarken ·
Circuit Franco-Belge ·
Ronde van Duitsland ·
Ronde van Groot-Brittannië ·
Maryland Cycling Classic ·
GP Industria & Artigianato-Larciano ·
Coppa Sabatini ·
Grote Prijs van Fourmies ·
Grote Prijs van Wallonië ·
Ronde van Luxemburg ·
Super 8 Classic ·
Ronde van Langkawi ·
Ronde van het Münsterland ·
Ronde van Emilia ·
Coppa Bernocchi ·
Ronde van de Drie Valleien ·
Ronde van Piemonte ·
Ronde van het Taihu-meer ·
Parijs-Tours ·
Ronde van Veneto ·
Japan Cup ·
Veneto Classic